# Адомах
Адомах (Адомаха) — місто бродників в руслі річки Кальміус.
Існувало приблизно в 12-14 століттях, це місто було одним центрів бродників і мало свою гавань, брало участь у морській торгівлі. Бродники ймовірно були прообразом козацтва. У XIV ст. тут розташовувалася генуезька факторія, що прикривала та взаємодіяла з колонією Азак.
Дослідники вважають, що в 16 столітті козаки заснували на його місці форпост Домаха, а в 18 столітті на цьому місці засновано місто Маріуполь.